# 트레비아강 전투
트레비아강 전투는 기원전 218년 12월 18일 벌어진 카르타고와 로마 공화정 군대의 전투이다. 제2차 포에니 전쟁에서 한니발의 카르타고군과 티베리우스 셈프로니우스 롱구스의 로마군 사이에 벌어진 첫 번째 대규모 전투였다.

## 배경
제2차 포에니 전쟁 중 이탈리아 본토에서 처음 벌어진 티키누스 전투에서 로마군은 처음으로 한니발의 군대를 경험했다. 푸블리우스 코르넬리우스 스키피오는 퇴각하여 트레비아강까지 밀렸고 공동 집정관인 티베리우스 셈프로니우스 롱구스는 군대를 이끌고 그의 캠프에 함류했다. 한니발은 스키피오를 추격하다가 군대의 보급을 위해 뒤처졌고 이제 두 명의 집정관을 상대할 수밖에 없었다. 한니발은 셈프로니우스가 성급하고 충동적인 기질인 것을 미리 알고 있었기에, 스키피오보다는 상대하기 편하다고 생각하고 전투준비를 하였다. 코르넬리우스 스키피오는 아직 티키누스 전투의 부상에서 회복하지 못하고 있었고 셈프로니우스는 스키피오가 회복하여 다시 지휘권을 가지기 전에 한니발을 몰아내려고 조바심을 내었다. 특히 다음해에 집정관 선거가 있었기에 공을 세우고 싶었던 셈프로니우스는 평범한 전투쯤으로 생각하고 스키피오가 한니발의 기병을 조심하라는 충고도 흘려들었다.

## 전투의 경과
전투 전날, 한니발은 지형을 정찰하고 동생 마고에게 기병 1,000과 경보병 1,000을 주어 강변의 숲속에 매복시켰다. 그리고 모든 카르타고군에게 충분한 식량과 휴식을 주었다. 다음날 새벽 카르타고 기병은 로마군을 급습했고 티베리우스 셈프로니우스 롱구스는 휘하기병에게 즉각 격퇴를 명했는데 카르타고 기병이 밀리는 것을 보자마자 성급하게도 전 보병에게도 추격을 명하였다. 트레비아강을 건너 카르타고군을 추격하던 로마군은 중앙에 주력인 중무장보병을 배치하고 적진을 돌파하기 위한 진형을 짰다. 카르타고군은 상대적으로 전투력이 약한 갈리아 경보병을 중앙에 배치하고 양 날개에는 기병을 배치했다.
로마군은 중앙에서 거의 카르타고군을 무찌르는 듯 싶었으나, 겨울철에 로마군 장병들이 트레비아강을 건너 몸이 젖었으므로 저체온증이 발생했을 것이고, 추위와 허기로 갈수록 힘이 약해졌으며, 기병은 강력한 카르타고 기병에 다시 밀리기 시작했다. 그리고 그때까지 숲속에 매복해있던 마고의 기병과 보병이 나타나 로마군을 포위했다. 중앙의 로마 중무장보병의 선전으로 한니발군은 완벽한 포위망을 구축할 수 없었지만 거의 2만명의 로마군이 포위속에서 살육당했다. 살아서 포위망을 뚫고 도망친 로마병사는 1만5천명정도였다. 한니발의 탁월한 전술의 승리였다.
이 승리로 그때까지 한니발과 합류하는 것을 망설이던 많은 갈리아 부족이 한니발 편으로 돌아섰고 로마는 계속 한니발군에 밀리게 되었다.